# Fabrikstadt Torviscosa

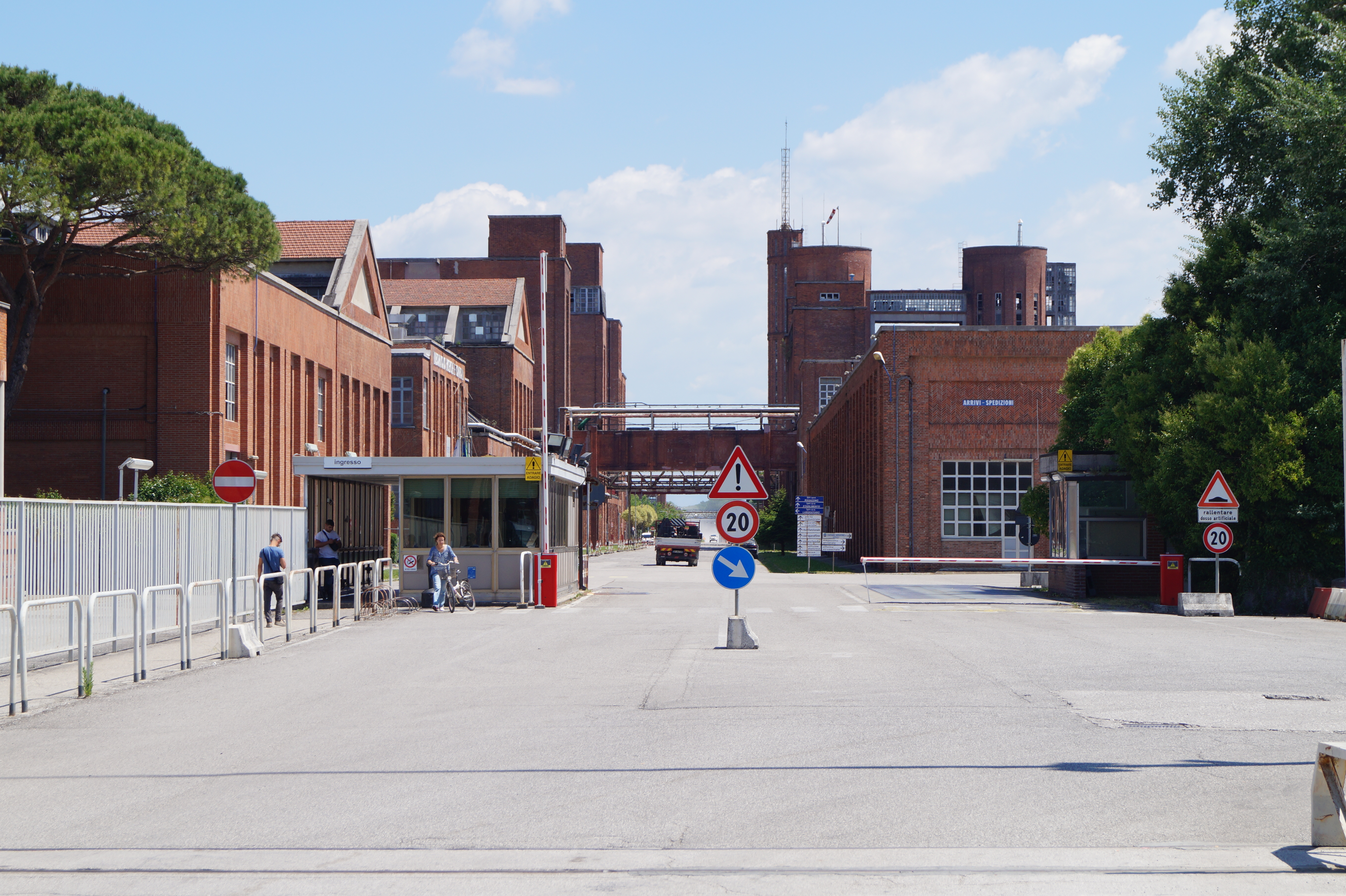
Torviscosa (2017)

Die Industriestadt Torviscosa (ital. Stabilimento di Torviscosa) ist eine 1937 in der Blütezeit des italienischen Faschismus errichtete Fabrik mit angrenzender Planstadt Torviscosa in der italienischen Region Friaul-Julisch Venetien.

## Vorgängerbauten
Die erste Erwähnung dieses Ortes stammte, damals unter dem Namen Zuino, aus dem Jahr 1278. Seine Umgebung war aufgrund zahlreicher Quellen wasserreich und drohte, ohne eine angemessene Kanalisierung zu versumpfen. Die Grafen von Savorgnan, die diese Ländereien von 1344 bis 1818 besaßen, leiteten daher Ende des 17. Jhs. erste Maßnahmen zur Urbarmachung ein. Auf dem trockengelegten Gelände war einzig der Turm einer mittelalterlichen Burg stehen geblieben, weshalb man das Dorf in Torre di Zuino umbenannte. Später kamen noch weitere Gebäude und 1727 die Kirche Santa Maria Assunta dazu.
1866 wurde Torre di Zuino Teil des Königreichs Italien und war bis 1915 die letzte italienische Stadt vor der Grenze zu Österreich-Ungarn, woran eine Gedenktafel in der Nähe der Brücke über den Fluss Ausa erinnert.

## Entwicklung zum Industriestandort
Schon früh hatte Mussolini den Städtebau als Propaganda- und Herrschaftsinstrument erkannt und für seine politischen, sozialen und wirtschaftlichen Ziele genutzt. Dies stand in engem Zusammenhang mit der von der faschistischen Regierung durchgeführten landwirtschaftlichen Rekultivierung. Ein typisches Beispiel dafür ist die Gründung der Industriestadt von Torviscosa.
Aufgrund der Folgen der Weltwirtschaftskrise von 1929 entschied Italien, sich unabhängiger von den ausländischen Rohstoffen zu machen. Eine wichtige Rolle spielte dabei das bis dahin aus dem Norden bezogene Nadelbaumholz zur Zelluloseproduktion, die man bei Herstellung von Papier- und Textilfasern, sowie von Sprengstoffen (Nitrocellulose) benötigte. So entwickelte man ein Verfahren, womit Holz durch Pfahlrohr ersetzt werden konnte. Die friulanische Po-Ebene war zu jener Zeit noch wenig erschlossen und damit ideal für die Errichtung einer großflächigen Fabrikanlage für dessen Anpflanzung und Verarbeitung.
Unter dem faschistischen Regime mussten die Standorte zur Ansiedlung von Industrie drei Leitprinzipien erfüllen: hohe Arbeitslosigkeit, ein Areal, das nicht bereits für landwirtschaftliche Zwecke vorgesehen war, und eine Infrastruktur, die, in diesem Fall durch das Anlegen von Kanälen, unkomplizierte Transporte garantierte. Aus diesen Gründen entschied man sich für die Urbarmachung des damals noch sumpfigen Gebietes südlich von Udine.
Im Jahr 1937 erwarb die SNIA Viscosa (Società Nazionale Industria e Applicazioni viscosa), eine der bedeutendsten Produktionsstätten für die Textilfaser Reyon, 6.000 ha Land in der Umgebung von Torre di Zuino, um dort ihr Gewerbe anzusiedeln. Es handelte sich um eine private und nicht um eine staatliche Firma, ihr Gründer und Generaldirektor war Franco Marinotti. Dieser berief für die Gesamtplanung des Areals den ihm bekannten Architekten Giuseppe De Min und für die Berechnung der tragenden Strukturen aus Stahlbeton den Ingenieur Steno Mainoni d’Intignano.

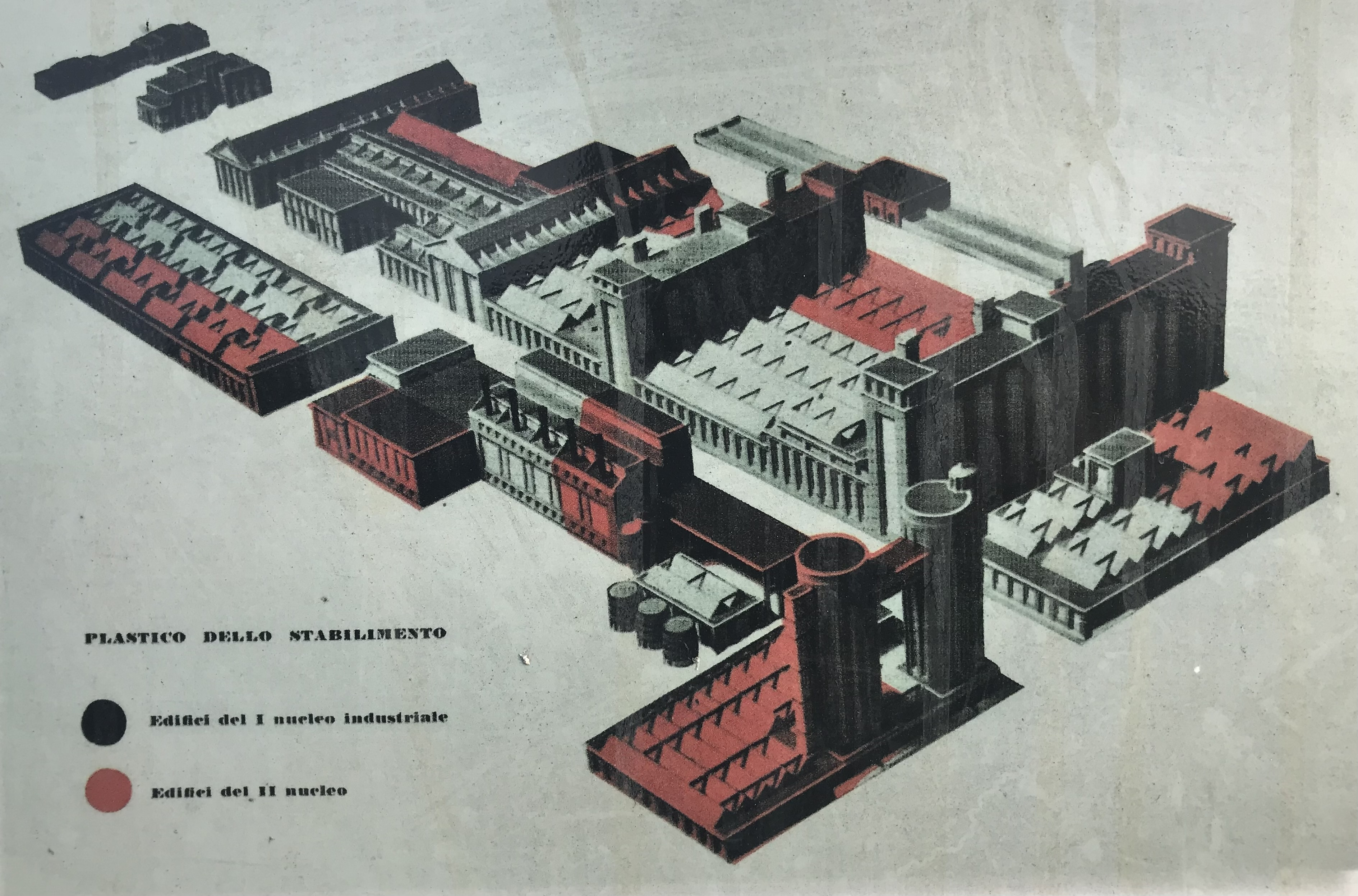
Modell der Zellulosefabrik von Torviscosa mit ihren zwei Bauphasen: schwarz 1938 und rot 1940

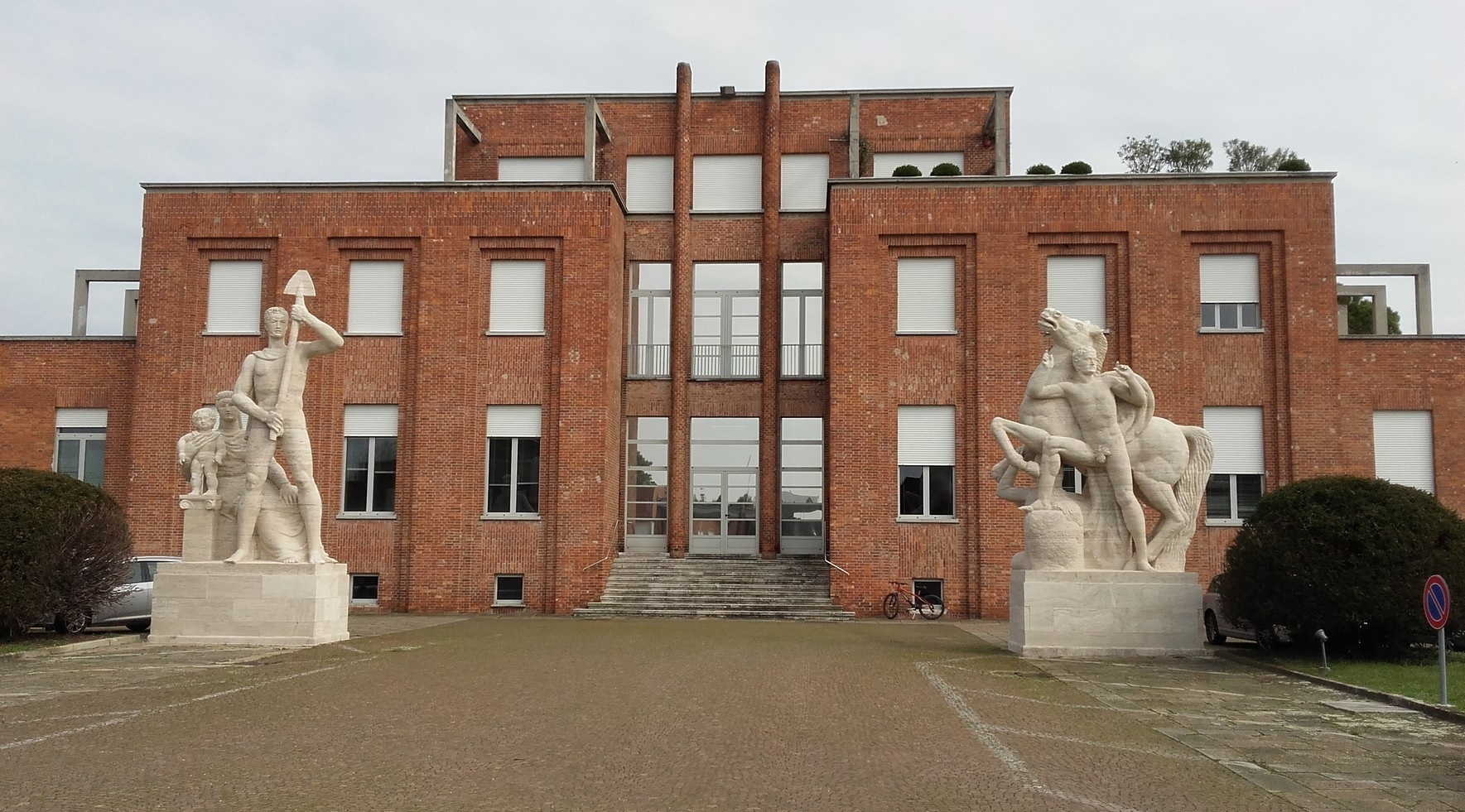
Eingangsbereich der Zellulosefabrik Torviscosa mit den Statuen der Landwirtschaft und Industrie von Leone Lodi

Die Arbeit wurde schnell in Angriff genommen, so dass zwischen 1937 und 1938 nur 320 Tage für die Urbarmachung und den Aufbau vergingen, was die neue Industriestadt landesweit zum Vorbild machte. Deren Einweihung erfolgte am 21. September 1938 im Beisein von Mussolini, der gerade auf dem Rückweg aus Triest war, wo er wenige Tage zuvor die Einführung der Rassengesetze angekündigt hatte. Auch literarisch sollte die Industriestadt beim Festakt gewürdigt werden. So hatte der Dichter Filippo Tommaso Marinetti gerade noch rechtzeitig ein Epos zum Triumph der Technologie über die Natur verfasst. Er war es auch, der für die Planstadt den Namen Torviscosa empfahl.

### Die Fabrik
Der älteste Teil der Industrieanlage stammt aus den Jahren 1937–1940. Für die Fassaden hatte De Min eine Verkleidung mit roten Ziegelsteinen gewählt, die einen deutlichen Bezug zu englischen und deutschen Industriebauten erkennen lässt.
Die Fabrik setzt sich aus mehreren Gebäuden zusammen, die unterschiedlichen Zwecken dienten und sich daher je nach Funktion in Form und Volumen unterscheiden. Den Besucher empfangen gleich im Eingangsbereich zwei 1938 von Leone Lodi geschaffene Statuen, deren eine die Landwirtschaft, die andere die Industrie symbolisiert, was die doppelte Funktion der Planstadt mit ihrem Anbau und der Verarbeitung von Pfahlrohr unterstreichen sollte.

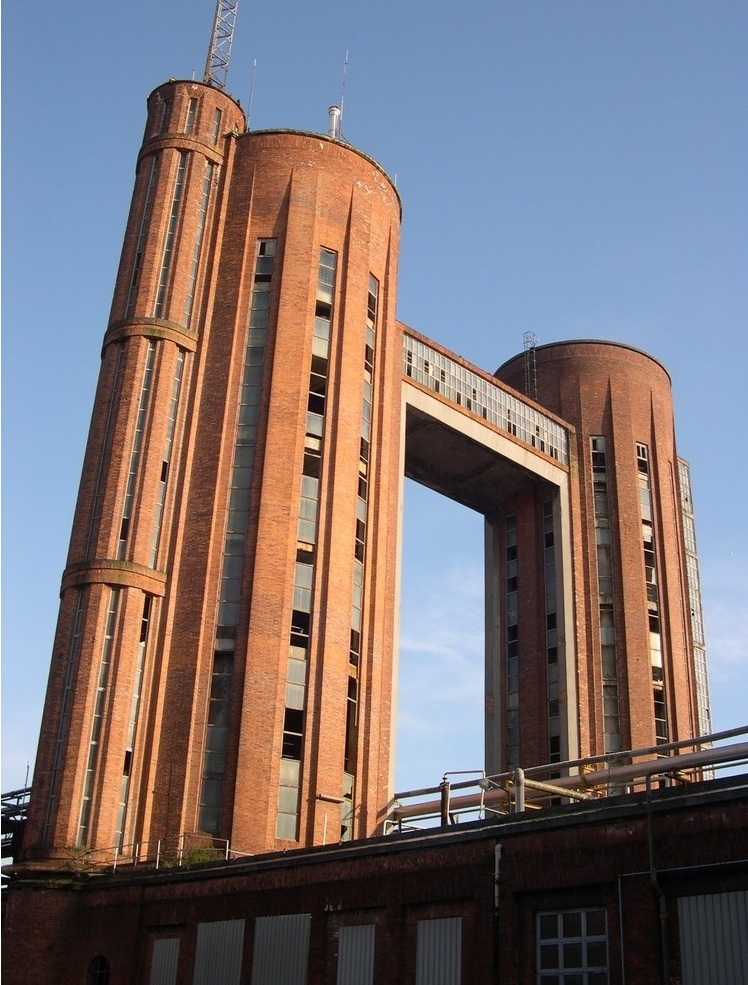
Die zwei „Liktorentürme“ der Fabrikanlage

Direkt hinter dem Pförtnerhaus beginnt auf der Höhe des Bürogebäudes eine über 1 km lange Allee gesäumt von den Gebäuden der Produktionsanlage. Auffallend die zwei 54 m hohen, an Rutenbündel erinnernde, sog. Liktorentürme, eine deutliche Hommage an das faschistische Regime. Der nördliche Turm, einst noch mit Beilklinge geschmückt, entstand schon 1938 und wurde als Torre Viscosa zum Wahrzeichen des Unternehmens und bestimmend für die Namensgebung der Stadt. Er diente ebenso wie sein 1940 mit weiteren Gebäuden hinzugefügtes Pendant als Silo, in dem man Calciumhydrogensulfit herstellte. Seine Beilklinge hatten die Arbeiter am 26. Juli 1943, einen Tag nach dem Fall der faschistischen Regierung und der Verhaftung von Mussolini, entfernt.
Die Fabrik wurde im Februar 1945 durch Bombenangriffe teilweise zerstört. Doch dank der Entschlossenheit Marinottis, der nach seinem Schweizer Exil bis zu seinem Tod im Jahr 1966 sein Amt beibehielt, nahm man im Jahr 1948 die Produktion wieder auf, was zur Folge hatte, dass das Stadtzentrum noch bis in die 60er Jahre zahlreiche Erweiterungen erfuhr. Doch der verwendete Rohstoff war nun ein anderer: Da das Pfahlrohr die Erwartungen nicht erfüllen konnte, wurde es durch Laubbäume ersetzt. Das autarke Experiment war somit gescheitert, hinterließ jedoch einen Landwirtschafts- und Industriebetrieb, der über viele Jahre lang tausende Arbeiter und Fachkräfte beschäftigte. Im April 2010 musste jedoch die SNIA Viscosa ihre Tore wegen Insolvenz schließen. Heute beherbergt das Fabrikgelände die CAFFARO INDUSTRIE S.P.A., ein Unternehmen für Anorganische Chemie.

### Die Stadtanlage
Bei seinem Konzept versuchte Giuseppe De Min, Erhaltenswertes wie die Kirche S. Maria Assunta zu konservieren, ansonsten lehnte er sich stark an schon bestehende Arbeitersiedlungen und Gartenstädte an.

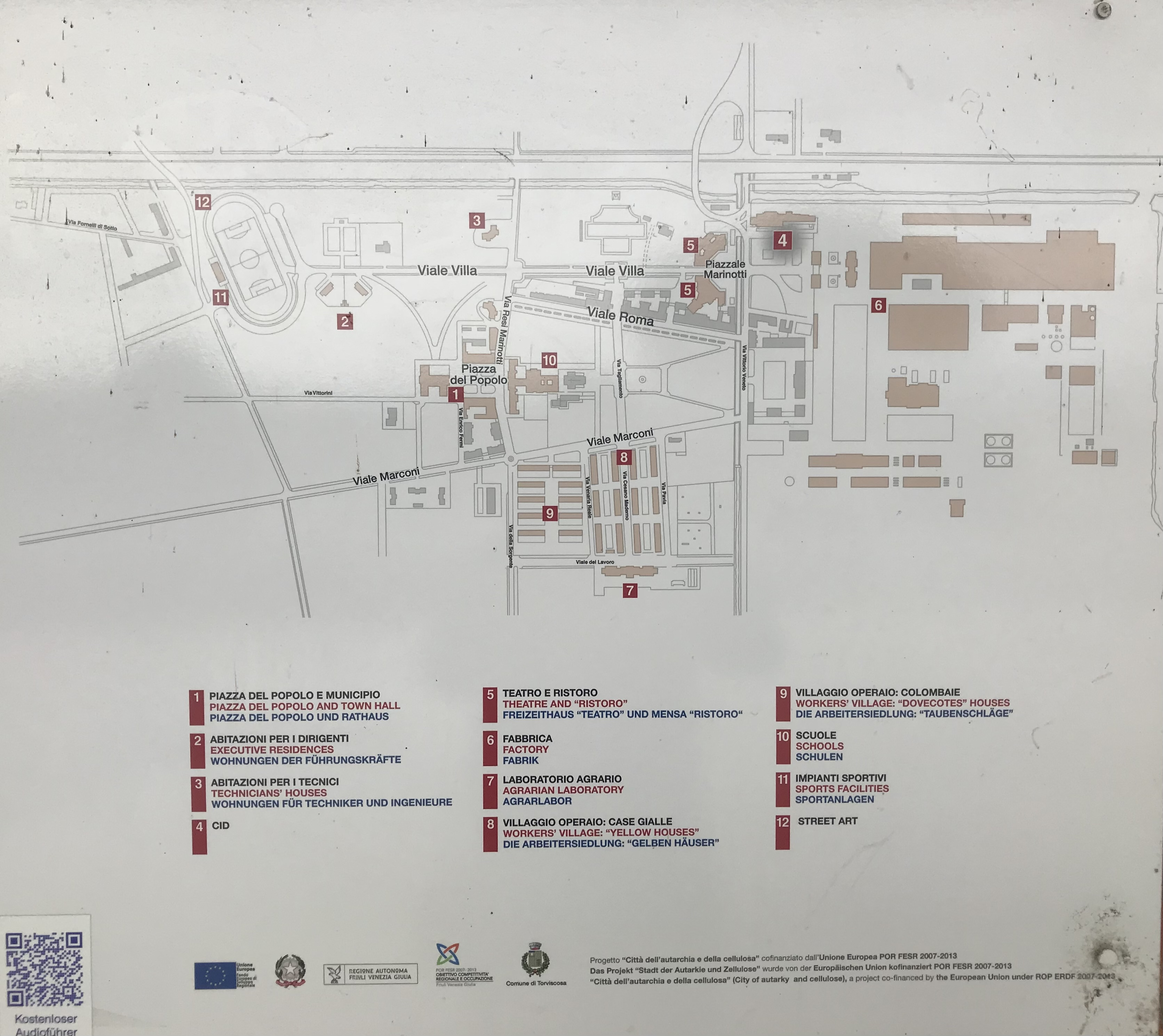
Lageplan der Fabrik von Torviscosa und der dazugehörenden, entsprechend dem hierarchischen Stellenwert ihrer Mitarbeiter aufgeteilten Wohnviertel

In seinem Entwurf organisierte er die urbane Struktur genau nach denselben Regeln, die auch innerhalb der Fabrik bestanden. Dementsprechend sollte die Aufteilung der Wohngebiete ganz entsprechend dem beruflichen Stellenwert des Personals erfolgen.
Wie der Plan erkennen lässt, wurden die Ein- und Zweifamilienhäuser der Führungskräfte westlich des Rathauses vorgesehen (2), die für Büroangestellte reservierten Wohnblöcke im zentralen Bereich der Stadt um die Piazza del Popolo angelegt (1) und die Reihen- und Doppelhäuser der Schichtleiter und Facharbeiter im Nord- und Südosten des Geländes (8+9). Weniger qualifizierte Arbeitskräfte wurden außerhalb des Zentrums und in den umliegenden Weilern untergebracht. Landarbeitern war es demnach strengstens untersagt, im Stadtzentrum zu wohnen. Diese Unterteilung der Wohnorte wurde mit ihrer Nähe zum Arbeitsplatz begründet, ermöglichte aber der SNIA, die Einwohner der Gemeinde über viele Jahre hinweg sozial und politisch zu kontrollieren.

#### Piazzale Marinotti

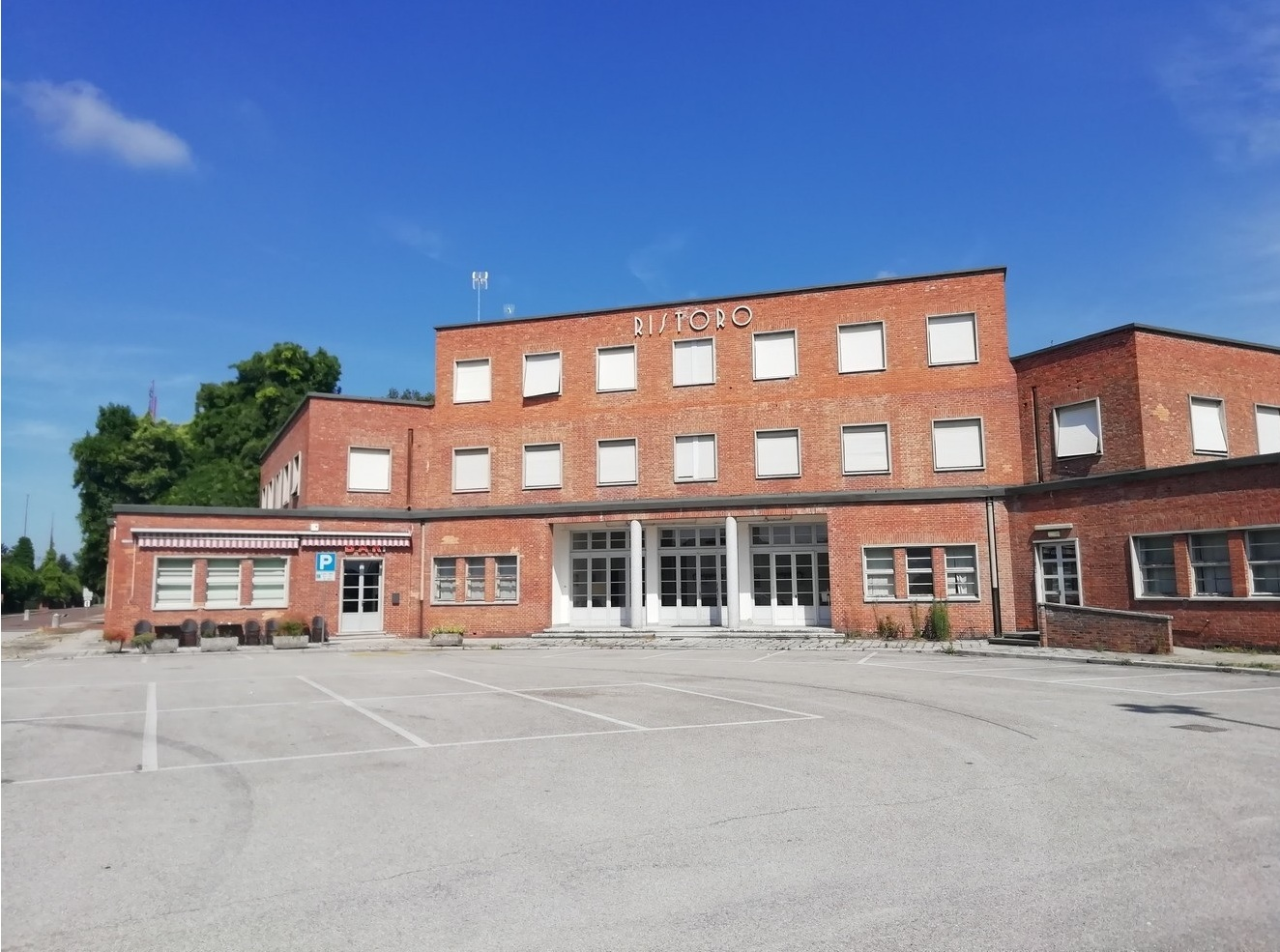
Ristoro, Kantine der Fabrikarbeiter

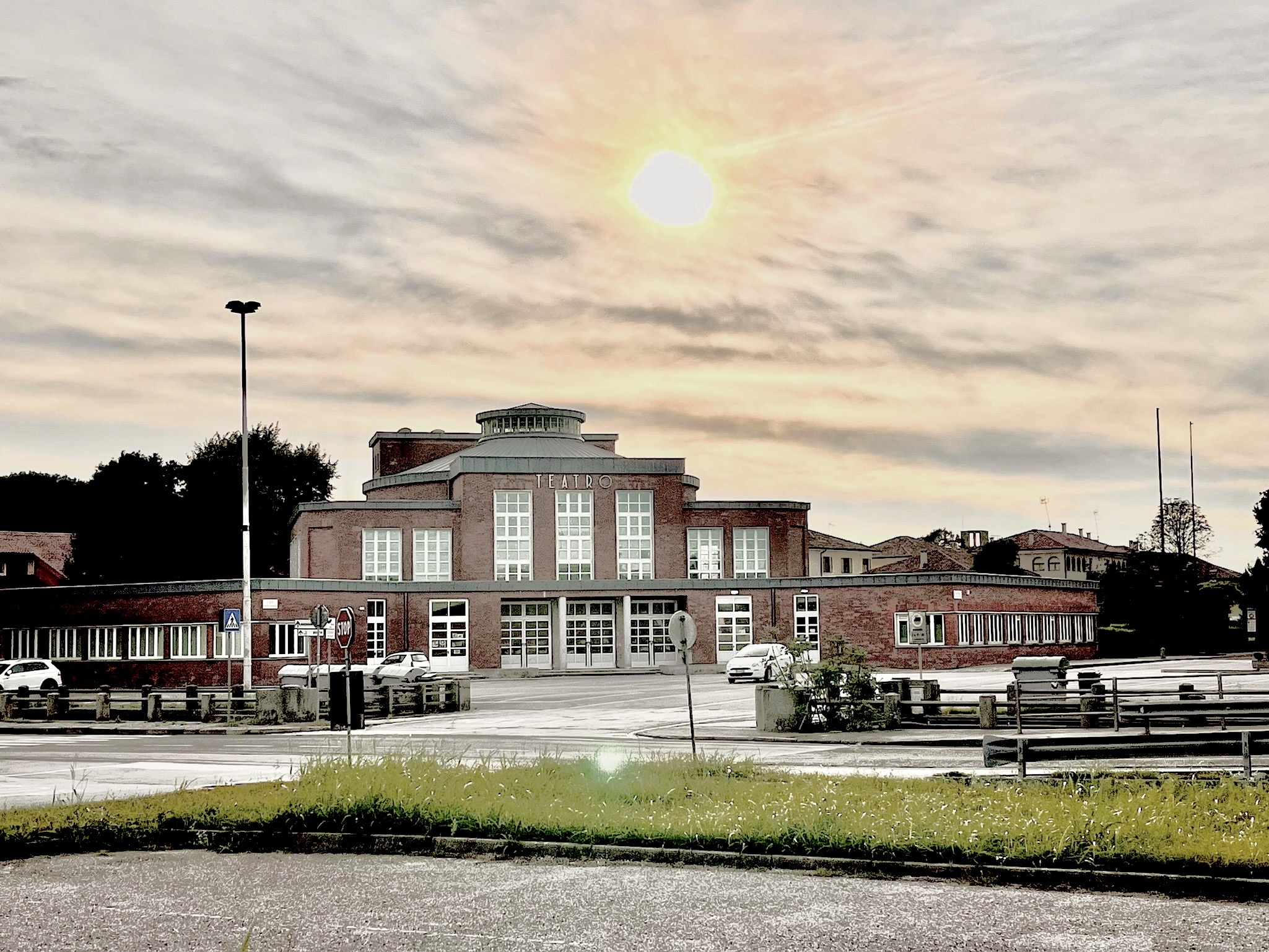
Theater und Freizeitzentrum am Piazzale Marinotti

Der unmittelbar vor den Toren der Fabrik liegende Platz war gleich 1937 angelegt worden und trug ursprünglich den Namen Piazzale dell' Autarchia, Platz der Autarkie. Er spielte auf Italiens Bestreben an, in der Weltwirtschaftskrise von ausländischen Rohstoffen unabhängig zu werden. Die SNIA Viscosa hatte dabei durch ihre Verarbeitung von inländischem Pfahlrohr zu Zellulose einen entscheidenden Beitrag geleistet. Heute ist der Platz nach ihrem Gründer Franco Marinotti benannt. Ihm ist auch der monumentale Zementwürfel von Romano Vio in der Mitte des Platzes gewidmet. Der Platz demonstriert mit seinen Fabrikbauten auf der einen und dem ursprünglich als Freizeithaus genutzten Teatro sowie dem Ristoro, der Kantine, auf der anderen Seite augenscheinlich die von der SNIA angestrebte Verbindung von Arbeit und Entspannung, was auch die dahinter liegenden Sportanlagen für Tennis, Fußball und Schwimmen verdeutlichen (11).

##### CID

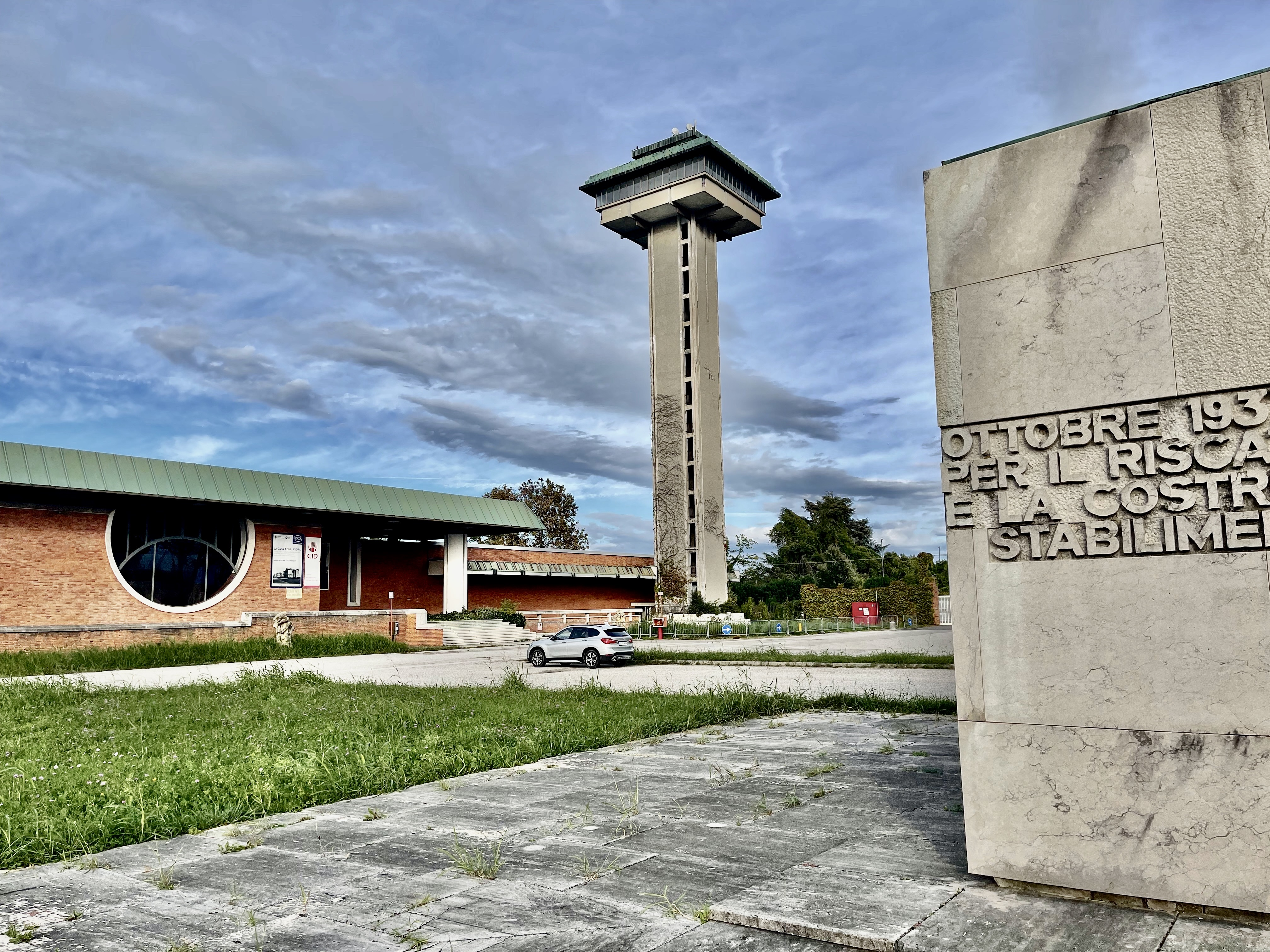
Informations- und Dokumentations – Zentrum CID auf dem Piazzale Marinotti

Das Informations- und Dokumentations – Zentrum von Cesare Pea entstand erst 1961–63. Zur damaligen Zeit war die SNIA Viscosa das größte italienische Unternehmen zur Herstellung von Textilfasern, wobei die Produktionsstätte Torviscosa mit dem zugehörigen Landwirtschaftsbetrieb und der Gründungsstadt als Aushängeschild galt. Das Gebäude sollte daher beim Besuch der zahlreichen in- und ausländischen Industrie- und Handelspartner der Repräsentation des Unternehmens dienen und ihnen von seinem 47 m hohen Aussichtsturm ein Bild von der immensen Ausbreitung der Fabrik- und Anbauflächen verschaffen. Heute verwahrt es einen imposanten Bestand an Dokumenten, Fotografien, Kunstobjekten, Filmberichten und Modellen zur Entstehung von Torviscosa.

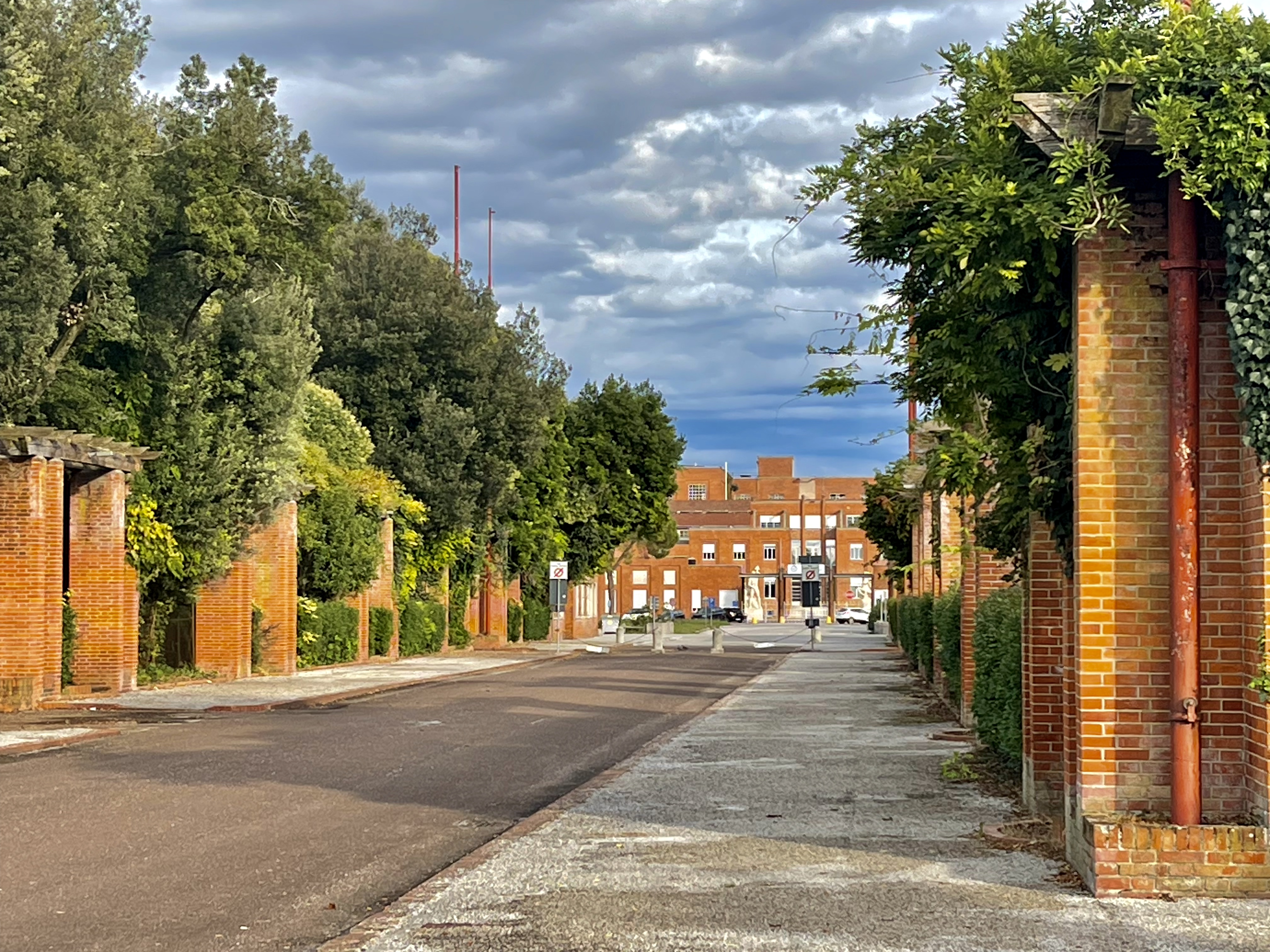
Viale Giovinezza mit Blick auf den Piazzale Marinotti

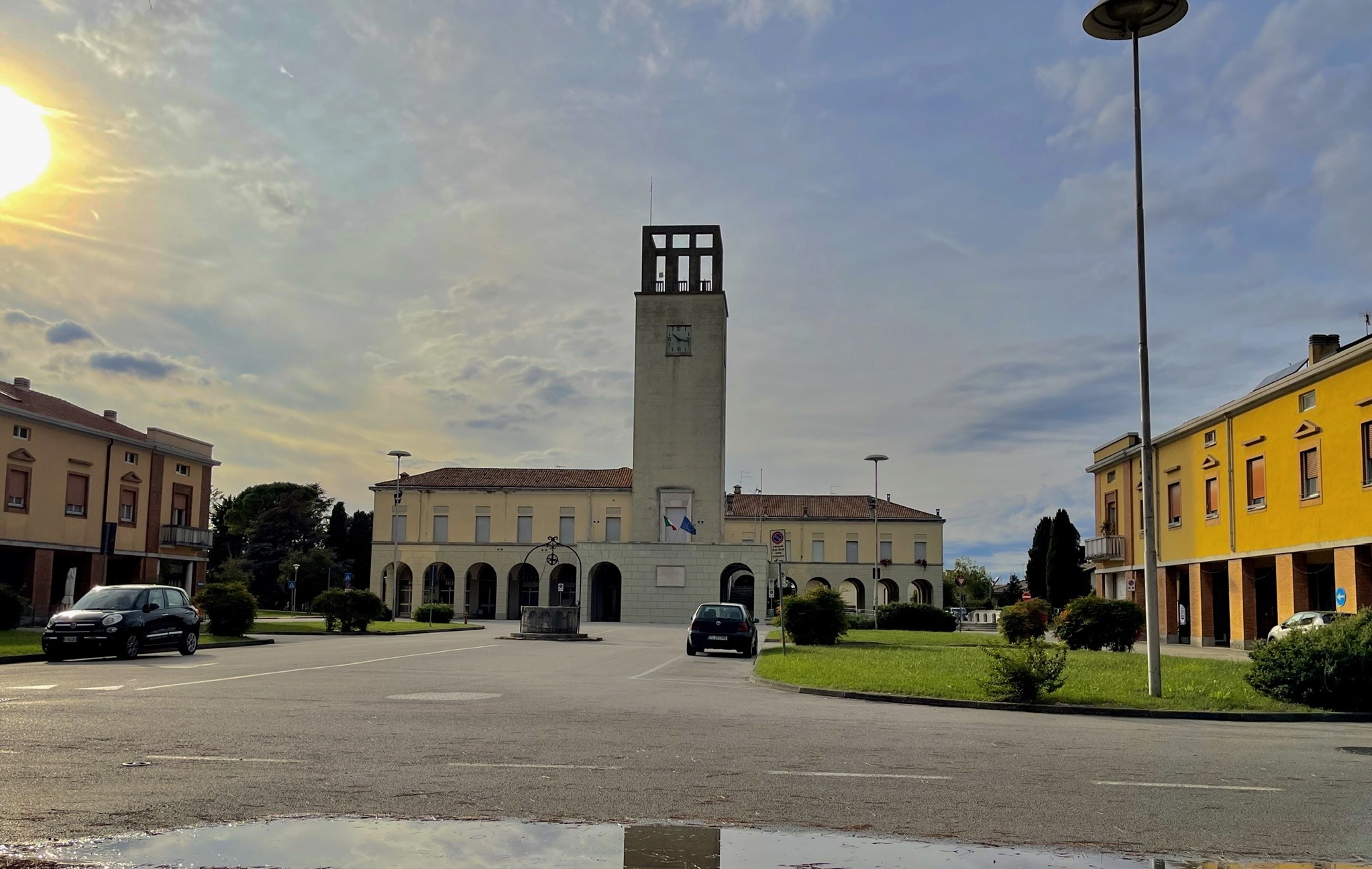
Piazza del Popolo mit dem Rathaus und den flankierenden Gebäuden für die Angestellten

Zwischen dem Teatro und Ristoro geht eine Allee ab, die einstige Viale Giovinezza, heute nach einem Partisanen Viale Villa benannt. Auf ihrer westlichen Seite hatte man von 1938–44 die älteren Bauten der früheren Ortschaft Torre di Zuino in Stand gesetzt, um darin Wohnungen und Geschäfte unterzubringen. Weiter nordöstlich befinden sich die 1949–52 erbauten Häuser der Führungskräfte (2), so auch die Villa von Franco Marinotti, heute in Privatbesitz.

#### Piazza del Popolo

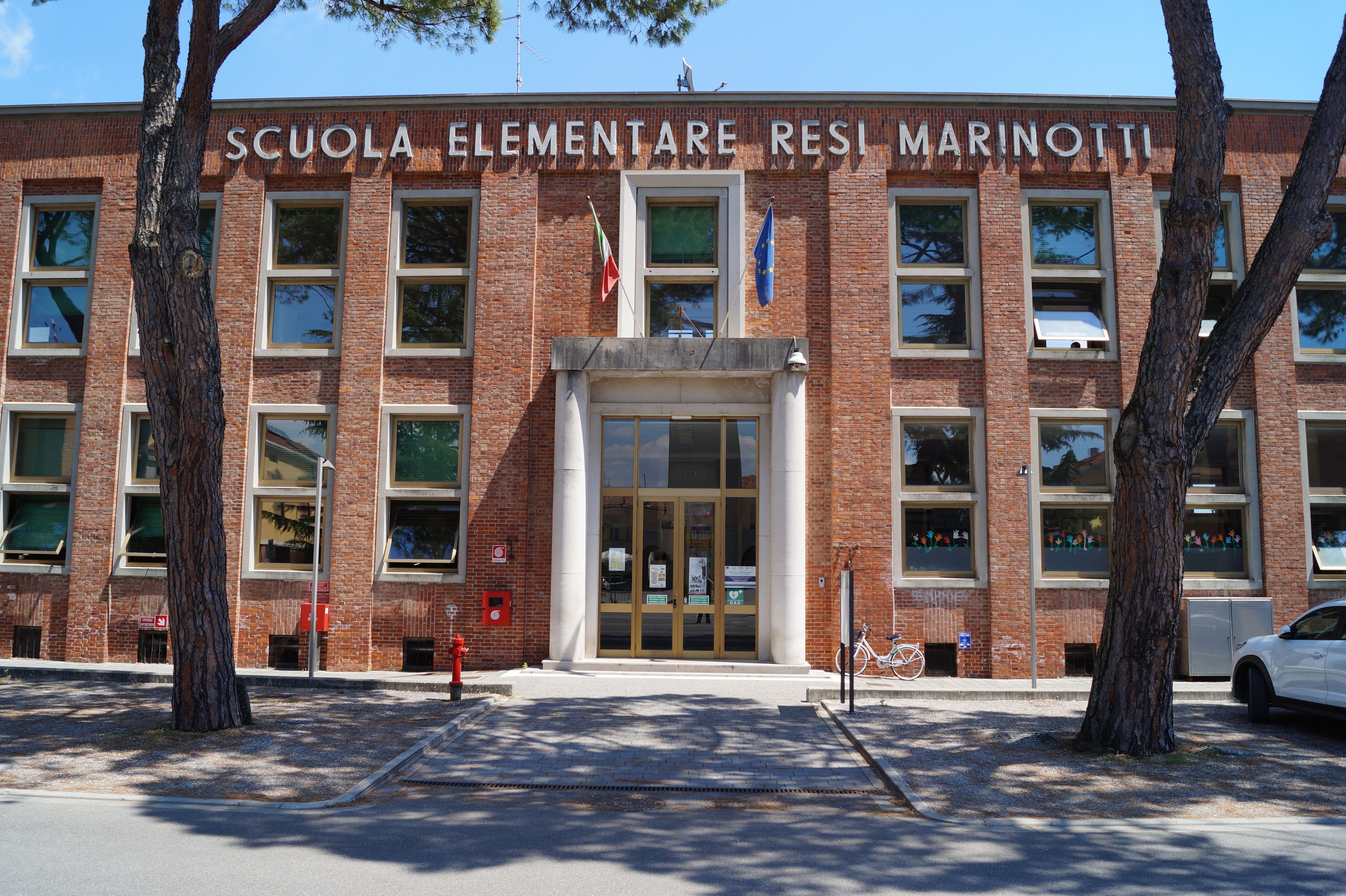
Schule an der Piazza del Popolo

Der einst Piazzale Impero genannte Hauptplatz entstand 1941 als eigentlicher Mittelpunkt der Stadt. Er wird vom Rathaus (1) bestimmt, dessen Errichtung damals insofern symbolträchtig war, als man Torviscosa gerade erst ein Jahr davor offiziell zu einer autonomen Gemeinde erhoben hatte. Den Platz flankieren zwei Gebäude mit Wohnungen für die Angestellten und Geschäften. Im Süden schließt den Platz die Schule (10) sowie das Postamt ab.

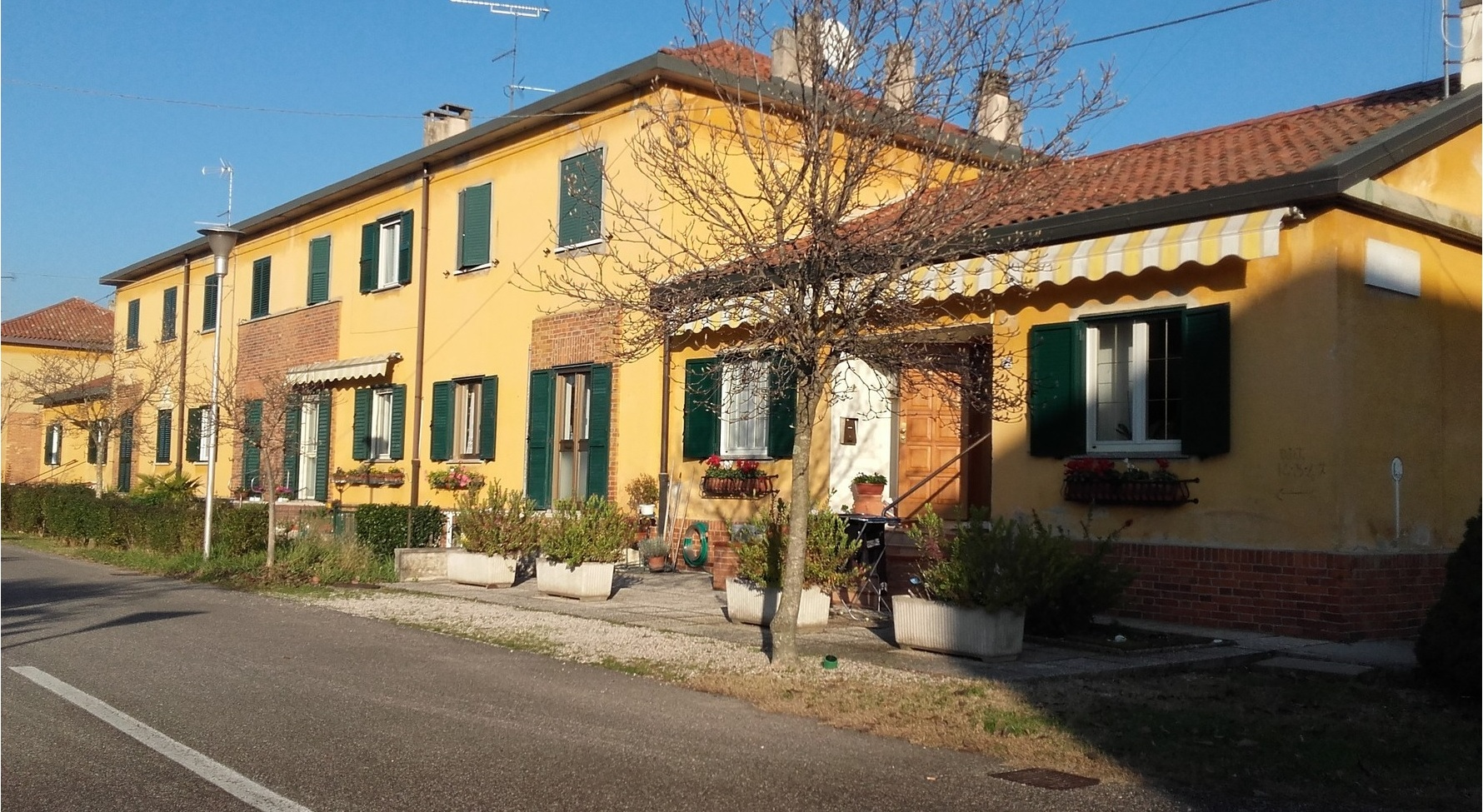
Die „Gelben Häuser“ der Arbeitersiedlung

Die Weitläufigkeit dieser Platzanlage mit ihren nahezu bühnenhaften, schattigen Portiken und Kolonnaden weckten immer wieder Assoziationen zu Giorgio de Chiricos metaphysischer Malerei, von der sie auch inspiriert worden war.

#### Die Arbeitersiedlungen

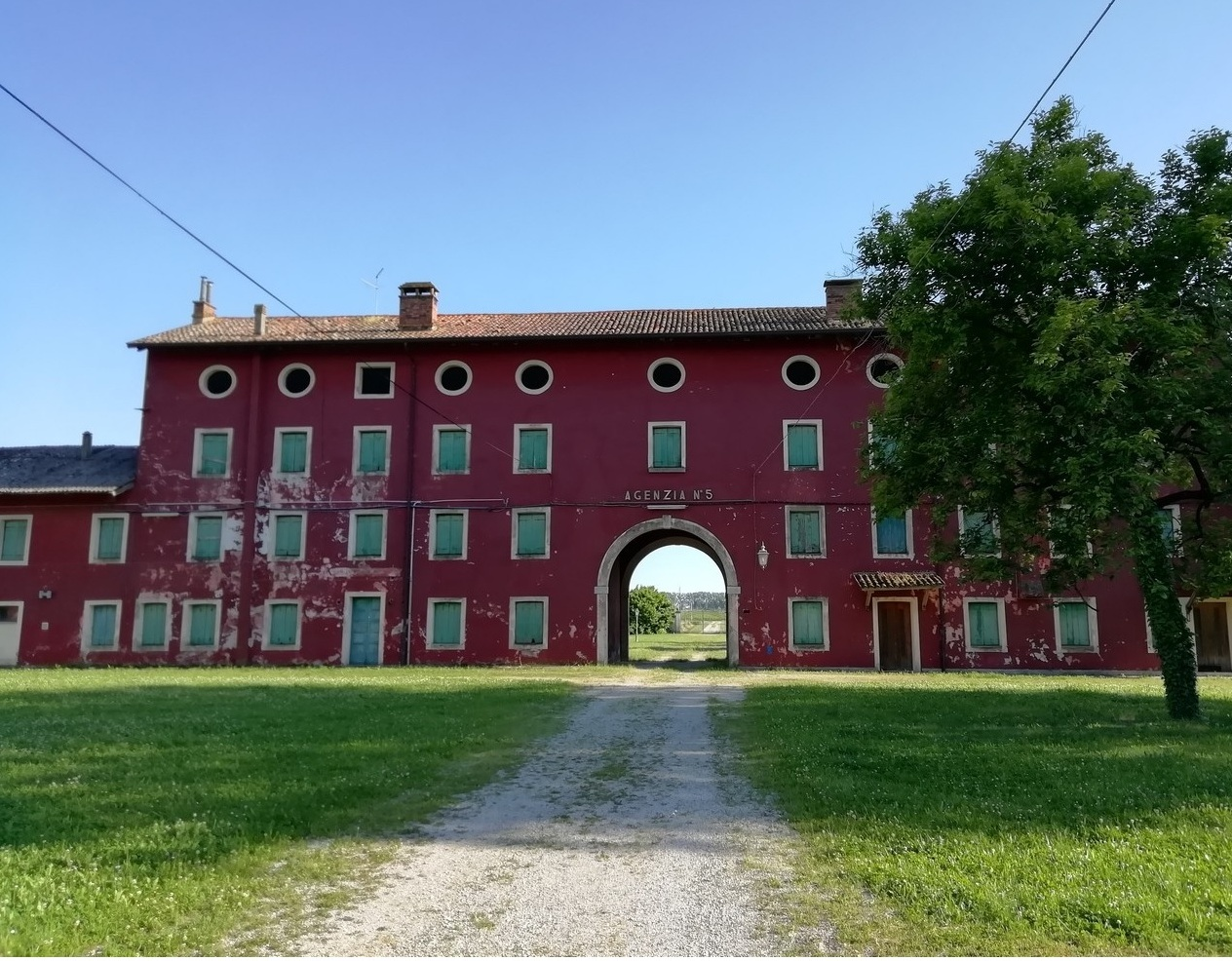
Die sog. colombaie der „Taubenschläge-Siedlung“ für die Arbeiter

1941–42 kamen die „Gelbe Häuser“ genannten Arbeiterhäuser hinzu. Ihnen folgten 1943–45 die ersten Bauten der sog. colombaie, „Taubenschläge“-Siedlung, deren Fertigstellung aber noch bis 1962 dauerte. Auch die Häuser für die Techniker sind in die Zeit von 1956–62 zu datieren (3).

#### Villaggio Roma
Knapp 3 km nordwestlich von Torviscosa lag das 1942 angelegte Konzentrationslager Villaggio Roma. Bis September 1943 beherbergte es tausend Gefangene der alliierten Armeen der ersten Schlacht von El Alamein, 650 Neuseeländer und 350 Südafrikaner, die von der italienischen Armee gefangen genommen worden waren. Als immer mehr Fabrikarbeiter rekrutiert wurden, ersuchte die SNIA Viscosa um Erlaubnis, diese durch Häftlinge ersetzen zu können. Nach dem Waffenstillstand wandelte man das Lager in ein Arbeiterdorf um.